# Rougemuraille
Rougemuraille (Redwall en anglais) est une suite romanesque de fantasy animalière créée en 1986 par Brian Jacques et publiée pour la première fois en France en 1999 aux éditions Mango. Elle a donné lieu par la suite à Redwall, une série télévisée d'animation.

## Synopsis
Au cœur de la forêt de Mousseray, il existe une abbaye du nom de Rougemuraille. Cette abbaye fut fondée il y a bien longtemps par Martin le Guerrier et ses amis après que celui-ci libéra Mousseray d'une terrible chatte sauvage nommée Tsarmina. Le château de Castelfelis, demeure de la Reine aux Yeux Multiples, se tenait autrefois à l'endroit même où fut fondée Rougemuraille. Depuis, l'esprit de Martin le Guerrier veille sur l'abbaye. Ses habitants, frères, sœurs ou laïcs, vivent en paix. Mais la paix est souvent bouleversée par de nombreuses vermines qui convoitent l'abbaye ou d'autres biens... L'histoire contée est l'histoire des animaux, de bien ou de mal, constituant le patrimoine de ce domaine.

### Chronologie
Bien que l'on ne puisse s'appuyer que sur de rares références temporelles, les événements décrits par Brian Jacques semblent s'étaler sur des dizaines d'années... ou plutôt de saisons, l'écoulement du temps étant vécu plus lentement par les animaux. D'un livre à l'autre, on comprend parfois que plusieurs générations se sont succédé et que le paysage s'est totalement métamorphosé. Le changement de région et de personnages d'une aventure à une autre rend difficile l'établissement d'une chronologie exacte correspondant à la datation des événements. L'enchaînement des différentes intrigues est en revanche reconstituable, d'autant plus que certains ouvrages sont eux directement liés les uns aux autres, comme Cluny le Fléau et Mattiméo.
Chaque saison écoulée se voit attribuer un nom par l'Archiviste de l'Abbaye de Rougemuraille : ainsi, la saison de la guerre contre Cluny le Fléau est baptisée "Été de la Rose Tardive". L'univers de Rougemuraille s'inscrivant dans un contexte d'inspiration médiévale, les événements marquants, heureux ou malheureux sont aussi célébrés par l'organisation de fêtes (et de mémorables festins...) ou encore par l'écriture de chansons.

## Publication
NB: Les livres ne sont pas toujours parus dans leur ordre chronologique.

### Par parution
Les livres sont tous partagés en plusieurs tomes. En France ils paraissent tous sous la forme d'un seul et unique livre dans lequel sont regroupés plusieurs tomes. Pour certains livres les titres des tomes seront donnés à titre indicatif. (Les livres, en format poche, tome par tome ne sont plus disponibles à la vente.)
- Cluny le Fléau (Redwall, 1986)  (ISBN 2740419082)
  - Le Seigneur de la guerre
  - L'Épée légendaire
  - La Vipère géante
- Martin le guerrier (Mossflower, 1988)  (ISBN 2740419090)
  - La Reine aux yeux multiples
  - La Montagne de feu
  - Le Retour triomphal
- Mattiméo (Mattimeo, 1989)  (ISBN 2740419805)
  - Salik le Barbare
  - Le Général Becdacier
  - Le Royaume du mal
- Mariel (Mariel of Redwall, 1991)  (ISBN 2740419813)
  - La Révolte de Tempête
  - Kamoul le Sauvage
  - La Forêt hostile
  - À l'assaut de Terramort
- Solaris (Outcast of Redwall, 1995)  (ISBN 2740420668)
  - Le Sauveur à tête d'or
  - L'Orphelin maudit
  - Le Jugement du guerrier
- Le Fils de Luc (Martin the Warrior, 1993)  (ISBN 2740420676)
  -  Tarkan le tyran
  - Les Baladins de l'Églantine
  - La Longue Route
  - La Bataille de Marpoigne
- Joseph (The Bellmaker, 1994)  (ISBN 2740423209)
  - La Menace d'Ourgan le Garou
  - La Reine-de-Nacre
  - Les Évadés de Méridion
  - La Reconquête
- Salamandastron (Salamandastron, 1992)  (ISBN 2740420684)
  - Ferrago l'Assassin
  - La Fièvre du fossé tari
  - Le Serpentissime
  - Mara de Rougemuraille
- Les Perles de Loubia (The Pearls of Lutra, 1996)  (ISBN 9782740423196)
  - L'Empereur aux yeux fous
  - Six Larmes pour un abbé
  - L'Âme-Libre
  - La Vengeance de Loubia
- La Patrouille (The Long Patrol, 1997)  (ISBN 2740413947)
- Les Ombrenards (Marlfox, 1998)  (ISBN 274041482X)
- Le Guerrier disparu (The Legend of Luc, 1999)  (ISBN 2740416946)
- La Forteresse en péril (Lord Brocktree, 2000)  (ISBN 2740417535)
- Le Prodige (The Taggerung, 2001)  (ISBN 274041837X)
- L'Odyssée de Triss (Triss, 2002)  (ISBN 2740419279)
- Le Secret de Loumèges (Loamhedge, 2003)  (ISBN 2740419279)
- La Pierre qui marche (Rakkety Tam, 2004)  (ISBN 2740420692)
- Le Destin de Tiria (High Rhulain, 2005)
- Eulalia!, 2007, non traduit
- Doomwyte, 2008, non traduit
- The Sable Quean, 2010, non traduit
- The Rogue Crew, 2011, non traduit

### Par ordre chronologique
- La Forteresse en péril -  (ISBN 2740417535)
- Le Fils de Luc -  (ISBN 2740420676)
- Martin le Guerrier -  (ISBN 2740419090)
- Le Guerrier disparu -  (ISBN 2740416946)
- Solaris -  (ISBN 2740420668)
- Mariel -  (ISBN 2740419813)
- Joseph -  (ISBN 2740423209)
- Salamandastron -  (ISBN 2740420684)
- Cluny le Fléau -  (ISBN 2740419082)
- Mattiméo -  (ISBN 2740419805)
- Les Perles de Loubia -  (ISBN 9782740423196)
- La Patrouille -  (ISBN 2740413947)
- Les Ombrenards -  (ISBN 274041482X)
- Le Prodige -  (ISBN 274041837X)
- L'Odyssée de Triss -  (ISBN 2740419279)
- Le Secret de Loumèges -  (ISBN 2740419279)
- La Pierre qui marche -  (ISBN 2740420692)
- Le Destin de Tiria (sortie en France annulée)
- Eulalia (titre anglais)

## Analyse
Brian Jacques a été acclamé pour Rougemuraille et a été décrit comme étant « l'un des meilleurs auteurs pour enfants au monde ». Les livres de la série ont produit des comparaisons entre Le Seigneur des anneaux de J. R. R. Tolkien, Le Vent dans les saules de Kenneth Grahame, La Guerre des clans d'Erin Hunter et Les Garennes de Watership Down de Richard Adams.  Jacques combine « action, poésie, chansons, courage et descriptions vivantes » pour créer un style unique qui s'étend sur une série apparemment sans fin.
Rougemuraille a aussi reçue des éloges pour son « aventure égalitaire, dans laquelle les créatures féminines peuvent être aussi courageuses (ou aussi diaboliques) que leurs homologues masculins ». Des romans comme Mariel, Les Perles de Loubia, High Rhulain et L'Odyssée de Triss mettent tous en scène des personnages féminins forts.  Jacques a également été acclamé pour son développement de langues uniques propres à certaines espèces, donnant aux romans un « dialogue dialectal attachant ».
Certaines critiques ont été formulées au sujet des romans pour leur vision trop simpliste du Bien et du Mal. Les caractéristiques des animaux des romans sont fixées par leur espèce, ce qui les rend assez « prévisibles », bien qu'il y ait eu quelques tomes comme Solaris et Les Perles de Loubia dans lesquels la « vermine » a agi de manière désintéressée, l'un se prenant une lance dans le thorax et le dos destinée à son ancienne nounou, l'autre en sauvant l'abbé de Rougemuraille de lézards. Une autre exception se trouve dans Joseph, où un rat de mer s'est efforcé d'être bon au lieu de mauvais et a abandonné sa vie de pirate pour vivre seul. Dans certains cas, différents membres d'une même espèce possèdent des principes moraux différents. Par exemple, les chats sauvages de Martin le guerrier présentent chacun des caractéristiques différentes : alors que Dame Tsarmina est cruelle et vicieuse, son père le Seigneur Verdelet est considéré comme dur mais juste, et son frère Cajolin est gentil et rejoint finalement le côté des habitants des bois. En règle générale, cependant, les personnages ont tendance à « incarner leurs origines de classe », en s'élevant rarement au-dessus d'eux.
De nombreux critiques ont également reproché à Rougemuraille sa répétition et sa prévisibilité, évoquant des intrigues  « recyclées » et la tendance de Brian Jacques à suivre un « modèle au point près ». D'autres critiques font remarquer que ces « ingrédients » prévisibles peuvent être ce qui « rend la recette de Rougemuraille si populaire de façon constante ».  Bien que la série n'ait pas continué à innover, elle offre des aventures satisfaisantes avec « des conclusions réconfortantes et prévisibles pour ses fans ».

## Postérité

### Distinctions
- New York Times Best Seller[14]

### Influences
L'influence de la série se retrouve dans plusieurs œuvres de fiction. C'est ainsi le cas des Légendes de la garde, une série de comics créée par David Petersen[réf. nécessaire]. Celle-ci se retrouve également dans le jeu vidéo avec le jeu indépendant Ghost of a Tale.

### Adaptations

#### Jeu vidéo
Rougemuraille reçoit pour les années à venir une sélection de titres de jeux vidéo sous licence officielle, dont le premier épisode intitulé The Lost Legends of Redwall (en) est sorti sur PC le 14 septembre 2018,,.